# Famille cristalline
La famille cristalline désigne un ensemble de réseaux cristallins caractérisés par de mêmes propriétés de symétrie ; elle est fréquemment utilisée pour le classement des cristaux. 

## Familles des réseaux à 2 et 3 dimensions
Les réseaux bidimensionnels se divisent en quatre familles cristallines :
- monoclinique (m) ;
- orthorhombique (o) ;
- tétragonale ou quadratique (t)[1] ;
- hexagonale (h).

Les réseaux tridimensionnels comprennent deux familles cristallines supplémentaires, en plus des quatre précédentes :
- triclinique ou anorthique (a) ;
- cubique (c).

1. ↑  L’adjectif d'origine latine quadratique est plus utilisé en français que l'adjectif d'origine grecque tétragonal. Toutefois, ce dernier est l'adjectif standard utilisé dans les Tables internationales de cristallographie. Par ailleurs, les symboles des réseaux de Bravais dans cette famille utilisent la première lettre t de l'adjectif tétragonal.

## Critère d'appartenance à une famille cristalline
Lorsque les mailles conventionnelles de deux cristaux A et B ne diffèrent que par la présence ou l'absence de nœuds se trouvant :
- soit au centre des faces,
- soit à l'intérieur du volume de la maille ;

alors les cristaux A et B appartiennent à la même famille cristalline.

### Exemples
- Exemple 1

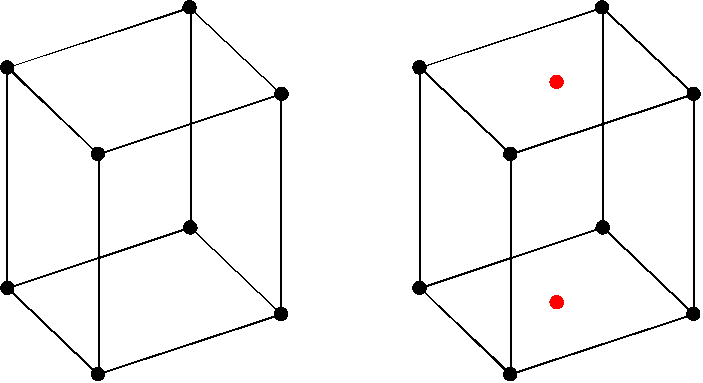
Figure 1 : famille orthorhombique

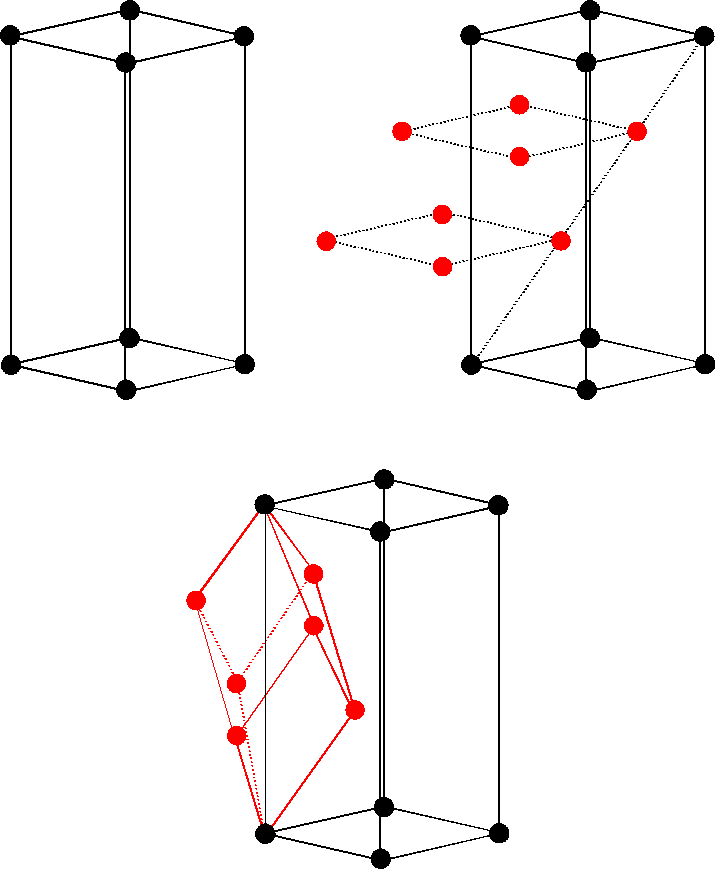
Figure 2 : famille hexagonale

La maille conventionnelle du réseau orthorhombique à une face centrée (figure 1) est obtenue en ajoutant un nœud (nœud rouge dans la figure) au centre d’une paire de faces opposées de la maille conventionnelle du réseau orthorhombique primitif (à gauche). Les cristaux qui possèdent ces deux types de maille appartiennent à la famille cristalline orthorhombique.
- Exemple 2

La maille conventionnelle du réseau rhomboédrique (figure 2) est obtenue en ajoutant deux nœuds (nœuds rouges dans la figure) dans le volume de la maille conventionnelle du réseau hexagonal (à gauche). Les cristaux qui possèdent ces deux types de maille appartiennent à la famille cristalline hexagonale. La maille primitive (rhomboédrique) est dessinée en rouge dans la partie inférieure de la figure.

## Note sur la terminologie
Dans la littérature américaine ou russe, la famille cristalline est souvent improprement appelée « système cristallin ».